# Kotisaari (ö i Lappland, Norra Lappland, lat 67,63, long 26,21)
Kotisaari är en ö i Finland. Den ligger i vattendraget Kitinen och i kommunen Sodankylä i den ekonomiska regionen Norra Lappland och landskapet Lappland, i den norra delen av landet, 800 km norr om huvudstaden Helsingfors. Öns area är 0,7 hektar och dess största längd är 230 meter i öst-västlig riktning.